# Wilkes-Barre
Wilkes-Barre è una città degli Stati Uniti d'America, situata al centro della Wyoming Valley nella contea di Luzerne nel nordest della Pennsylvania. Fondata nel 1769 ed incorporata nel 1806, la città aveva una popolazione di 43 123 abitanti secondo il censimento del 2000.
La città e la valle sono contornate dalle Pocono Mountains a est, dalle Endless Mountains ad ovest e dalla Lehigh Valley a sud. Il fiume Susquehanna scorre al centro della valle e demarca il lato nordovest della città.

## Storia

### Fondazione
Agli inizi del XVIII secolo la Valle del Wyoming era abitata da tribù di nativi americani Shawnee e Lenape. Nel 1769 un gruppo di europei, guidati da John Durkee, divenne il primo insediamento di coloni non nativi a raggiungere l'area. Esso fu chiamato Wilkes-Barre in onore di John Wilkes e Isaac Barré, due membri del Parlamento britannico che appoggiarono la colonizzazione delle terre d'oltremare poi divenute gli Stati Uniti.
La comunità in origine era schierata con il Connecticut, che rivendicava il possesso di quelle terre contro la rivale Pennsylvania. Un gruppo di uomini armati fedeli alla Pennsylvania tentò per due volte di scacciarne gli abitanti di Wilkes-Barre nella cosiddetta Pennamite Wars. Dopo la Guerra d'indipendenza americana, la questione fu risolta con un compromesso: i residenti ottennero la proprietà delle terre accettando l'annessione delle stesse alla Pennsylvania.

### Fondazione dell'industria
La popolazione di Wilkes-Barre ebbe un incremento notevole a seguito della scoperta di un giacimento di antracite agli inizi del XIX secolo, che diede alla città il soprannome di "The Diamond City". Centinaia di migliaia di immigrati invasero la città trovando lavoro nelle numerose miniere che sorsero in breve tempo.

### XX secolo
L'industria mineraria sopravvisse a numerose sciagure che portarono alla morte molti minatori. Fra queste si ricorda l'esplosione della Baltimore Colliery, nel 1919, che causò la morte di 92 minatori. L'industria del carbone non sopravvisse però alla scoperta di altre fonti di energia che pian piano rimpiazzarono detto combustibile. La maggior parte delle aziende lasciarono Wilkes-Barre alla fine della Seconda guerra mondiale e nel 1959 il Knox Mine Disaster segnò la fine della King Coal's. La città entrò in un declino durato alcuni decenni, accelerato dall'uragano Agnes del 1972.

### Inondazione disastrosa
Le fabbriche ed i negozi rimasero le principali attività di Wilkes-Barre, ma l'economia della città toccò il punto più basso a seguito dell'uragano che la colpì nel 1972. Le acque del fiume Susquehanna raggiunsero il livello di circa dodici metri, 1,5 metri sopra il livello della città, raggiungendo al centro della città l'altezza di circa 3 metri. Sei persone persero la vita e 25.000 fra abitazioni e locali commerciali e industriali furono danneggiati o distrutti. I danni vennero stimati un miliardo di dollari e il presidente Richard Nixon fece accordare dal Congresso immediati aiuti per l'area colpita.
Fra il 1972 e la fine degli anni ottanta, Wilkes-Barre fu impegnata a riparare i danni ricostruendo gli edifici distrutti o danneggiati ed elevando gli argini del fiume fino alla massima altezza raggiunta dallo stesso in quella occasione. Questo accorgimento si è rivelato utile nel corso delle piogge del 1996, 2004 e 2006.